# Frans Nijssen
Frans Nijssen (Roggel, 18 januari 1959) is een Nederlandse voormalig voetballer die zijn hele carrière uitsluitend voor VVV uitkwam.

## Spelerscarrière
Hij maakte in 1976 op 17-jarige leeftijd de overstap van de amateurs van SVVH naar eredivisionist FC VVV. In zijn eerste jaar behoorde hij weliswaar tot de selectie van het eerste elftal, maar kwam hij nog niet aan spelen toe. Zijn competitiedebuut maakte hij een jaar later, op 27 november 1977, in de thuiswedstrijd tegen NAC als invaller voor Willy Bothmer. In datzelfde seizoen scoorde de  verdediger ook zijn eerste competitiegoal in de spectaculaire laatste thuiswedstrijd tegen Feyenoord (4-3), waardoor VVV zich handhaafde in de eredivisie. De talentvolle Nijssen werd in 1979 geselecteerd voor Jong Oranje. Hij werd meestal ingezet als rechtsback en ontwikkelde zich al snel tot een vaste waarde bij de Venlose club. Hij speelde er in totaal dertien seizoenen in het eerste elftal waarvoor hij 403 officiële profwedstrijden speelde. Sinds de invoering van het betaald voetbal hebben alleen John Roox en Ger van Rosmalen een hoger aantal wedstrijden gespeeld voor de geelzwarten. Nijssen gold als een voorbeeldig prof die af en toe ook wel van een lolletje hield. Zo werd hij bij het VVCS-gala in 1990 gecontracteerd als buuttereedner. In 1990 nam hij afscheid van het betaald voetbal en vertrok naar de amateurs van SV Panningen. In het seizoen 1992/93 werd hij speler-trainer van de toenmalige tweedeklasser RKMSV.

## Verdere carrière
In 1993 werd Frans Nijssen als opvolger van Wiel Teeuwen benoemd tot manager bij VVV, een functie die hij in totaal elf jaar zou bekleden. Na het aantreden van een nieuw clubbestuur onder leiding van Hai Berden moest hij in 2004 plaats maken voor interim-manager Hans Soentjens. Nijssen vervolgde zijn carrière als trainer bij achtereenvolgens RKMSV, RKSVO, de jeugd van Helmond Sport, SV Roggel en VV Neerkandia. Na zijn voetbalcarrière werd Nijssen leraar in het praktijkonderwijs en docent voor de KNVB.

## Statistieken
| Seizoen         | Club            | Competitie      | Competitie | Competitie | Beker | Beker | Overige | Overige | Totaal | Totaal |
| Seizoen         | Club            | Competitie      | Wed.       | Dlp.       | Wed.  | Dlp.  | Wed.    | Dlp.    | Wed.   | Dlp.   |
| --------------- | --------------- | --------------- | ---------- | ---------- | ----- | ----- | ------- | ------- | ------ | ------ |
| 1976/77         | FC VVV          | Eredivisie      | 0          | 0          | 0     | 0     | —       | —       | 0      | 0      |
| 1977/78         | FC VVV          | Eredivisie      | 15         | 1          | 0     | 0     | 5       | 0       | 20     | 1      |
| 1978/79         | FC VVV          | Eredivisie      | 23         | 0          | 1     | 0     | —       | —       | 24     | 0      |
| 1979/80         | FC VVV          | Eerste divisie  | 34         | 3          | 1     | 0     | —       | —       | 35     | 3      |
| 1980/81         | FC VVV          | Eerste divisie  | 29         | 1          | 3     | 1     | —       | —       | 32     | 2      |
| 1981/82         | FC VVV          | Eerste divisie  | 29         | 1          | 1     | 0     | 6       | 0       | 36     | 1      |
| 1982/83         | FC VVV          | Eerste divisie  | 27         | 1          | 3     | 0     | 4       | 0       | 34     | 1      |
| 1983/84         | FC VVV          | Eerste divisie  | 25         | 2          | 0     | 0     | 6       | 1       | 31     | 3      |
| 1984/85         | FC VVV          | Eerste divisie  | 34         | 1          | 1     | 0     | —       | —       | 35     | 1      |
| 1985/86         | VVV             | Eredivisie      | 29         | 2          | 1     | 0     | —       | —       | 30     | 2      |
| 1986/87         | VVV             | Eredivisie      | 33         | 1          | 3     | 0     | 5       | 1       | 41     | 2      |
| 1987/88         | VVV             | Eredivisie      | 26         | 0          | 3     | 0     | 4       | 0       | 33     | 0      |
| 1988/89         | VVV             | Eredivisie      | 31         | 3          | 1     | 0     | —       | —       | 32     | 3      |
| 1989/90         | VVV             | Eerste divisie  | 20         | 2          | 1     | 0     | —       | —       | 21     | 2      |
| Carrière totaal | Carrière totaal | Carrière totaal | 355        | 18         | 19    | 1     | 30      | 2       | 404    | 21     |